# 正月三が日
正月三が日（しょうがつさんがにち）とは、正月の1月1日（元日）・1月2日・1月3日の3日間である。単に三が日とも呼ばれる。

## 休日
日本の官公庁や多くの企業では、正月三が日は休日となり、1月4日が仕事始めとなる（1月4日が土曜日の場合は1月6日、日曜日の場合は1月5日が仕事始めとなる）。労働基準法上の扱いは、国民の祝日と同じ法定外休日である。
直前の数日間も休日となることが多く、いわゆる年末年始の連休を構成する。日本の官公庁の場合、1988年（昭和63年）12月13日法律第91号「行政機関の休日に関する法律」によって12月29日から1月3日まで6連休となり、多くの企業でもこれに準じた連休となる。
1873年（明治6年）1月7日太政官布告第2号「休暇日ヲ定ム」によって、以下の3連休が定められた。
- 1月1日から1月3日まで - 正月三が日
- 6月28日から6月30日まで - 夏越の大祓
- 12月29日から12月31日まで - 年越の大祓

このうち、夏越の大祓の3連休が同年6月23日太政官布告第221号「第二号布吿中六月二十八日ヨリ三十日迄ノ休暇取消」によって取り消されたため、残った年越の大祓・正月三が日の連続する2つの3連休（実質的な6連休）が以降定着することになる。この法令は1947年（昭和22年）を限りに失効しているが、その後も慣例となり、行政機関限定ではあるものの、上述の法律によって再び法的根拠を得ている。
なお、1月3日は1874年（明治7年）から1948年（昭和23年）まで元始祭という祭日、1月1日は1949年（昭和24年）以降元日という祝日でもあるが、正月三が日の3連休ないし年末年始の6連休は、「年中祭日祝日ノ休暇日ヲ定ム」「休日ニ関スル件」「国民の祝日に関する法律」といった祭日・祝日を定める休日法に先んじて公布された「休暇日ヲ定ム」による連休であり、ゴールデンウィークのような祝日を活用した連休とは異なる。
大手小売業やサービス業・観光業・交代制勤務の職場・気象庁・警察・消防などをはじめ、正月三が日が休日とならない事例も少なくない。また、コンピューターシステムの更新やメンテナンスといった、ゴールデンウィーク、お盆、年末年始にしか行えない作業に携わる人たちも同様である。
多くの公共交通機関は休日ダイヤとなり、1月4日から（土日でない場合）平日ダイヤとなる。ただし、1月1日のみ休日ダイヤとなる交通機関や、年末年始特別ダイヤを組む交通機関もある。大都市圏では、大晦日から元日にかけての夜に初詣客向けの終日運転がなされる交通機関もある。

## 各日の行事

### 1月1日
- 除夜の鐘 - 前日から。
- 元日
- 元旦 - 元日の朝の意。
- 初日の出 - 3日まで
- 年賀状の配達
- 四方拝
- 歳旦祭

### 1月2日
- 書き初め
- 仕事始め - または4日。
- 初売り - または4日。
- 姫始め

### 1月3日
- 元始祭

### 主に三が日に行われる行事
- 初夢 - 2日朝（1日夜）または3日朝（2日夜）。
- 初詣

## 季語
俳句では、「三が日」は新年の季語である。また、三が日の間のネズミのことをいう忌み詞「嫁が君」や三が日に降る雨や雪のことである「御降（おさがり）」も季語として用いられる。